# كأس الاتحاد الإنجليزي 1887–88
كأس الاتحاد الإنجليزي 1887–88 (بالإنجليزية: 1887–88 FA Cup)‏ هو الموسم 17 من  كأس الاتحاد الإنجليزي. أقيم خلال الفترة 8 أكتوبر 1887 وحتى 24 مارس 1888، والذي يشرف على تنظيمه الاتحاد الإنجليزي لكرة القدم، وكان عدد الأندية المشاركة فيه  149، وفاز فيه وست بروميتش ألبيون.